# Boykotterklärung
Eine Boykotterklärung ist eine Erklärung eines Gebietsansässigen im Außenwirtschaftsverkehr (nicht im inländischen Geschäftsverkehr), sich an einem Boykott gegen einen anderen Staat zu beteiligen. Die Abgabe einer solchen Erklärung ist gemäß § 7AWV (vormals § 4a AWV) verboten.
Diese Vorschrift wurde mit der 24. Änderungsverordnung zur AWV vom 23. Juli 1992 in die AWV aufgenommen. In Kraft getreten ist die Änderung am 1. Mai 1993. Seit dem 29. Dezember 2018 ist nunmehr durch Einfügung eines 2. Satzes in § 3 AWV ausdrücklich geregelt, dass die Regelung jedoch nicht für Erklärungen gilt, die abgegeben werden, um den Anforderungen einer wirtschaftlichen Sanktionsmaßnahme eines Staates gegen einen anderen Staat zu genügen, gegen den auch
1. der Sicherheitsrat der Vereinten Nationen nach Kapitel VII der Charta der Vereinten Nationen,
2. der Rat der Europäischen Union im Rahmen des Kapitels 2 des Vertrags über die Europäische Union oder
3. die Bundesrepublik Deutschland
wirtschaftliche Sanktionsmaßnahmen beschlossen haben.

## Grund für das Verbot
Das Verbot zur Abgabe von Boykotterklärungen wurde eingeführt, weil arabische Länder mehr oder weniger versucht hatten, deutsche Lieferanten zur Abgabe von Boykotterklärungen gegen Israel zu veranlassen. Diese Erklärungen sollten bestätigen, dass die Waren weder in Israel hergestellt noch aus israelischen Vorprodukten hergestellt oder auf israelischen Transportmitteln transportiert worden waren. Im Runderlass Außenwirtschaft Nr. 27/92 des BMWi ist Israel nicht als Grund für die Einführung des § 7 AWV (ehemals § 4a AWV) angegeben. Dort wird allgemein auf die Störung des Außenwirtschaftsverkehrs und der auswärtigen Beziehungen durch solche Erklärungen abgezielt, jedoch aus Rücksicht auf die Beziehungen zu arabischen Staaten kein konkreter Anlass für die Einführung genannt. Das Schrifttum sieht jedoch vor allem die Forderung von Boykotterklärungen gegen Israel als Verbotsgrund.

## Folgen bei Nichtbeachtung
Die Abgabe einer Boykotterklärung ist gemäß § 81 Abs. 1 Nr. 1 AWV eine Ordnungswidrigkeit und kann gemäß § 19 Abs. 6 in Verbindung mit § 19 Abs. 3 AWG mit einer Geldbuße bis zu 500.000 Euro geahndet werden. Der Versuch galt gemäß § 33 Abs. 7 AWG a.F. bis zur Neufassung von AWG und AWV im Jahr 2013 ebenfalls als Ordnungswidrigkeit.
Erfüllte nach Einschätzung des Auswärtigen Amtes die Abgabe der Boykotterklärung eines der Tatbestandsmerkmale des § 34 Abs. 2 AWG a.F., handelte es sich nicht mehr um eine Ordnungswidrigkeit, sondern um eine Straftat. Diese konnte mit einer Freiheitsstrafe bis zu fünf Jahren oder mit Geldstrafe geahndet werden.

## Ausnahmen
Boykotte auf Grund von durch die UNO oder die EU erlassenen Embargos sind keine verbotenen Boykotterklärungen im Sinne des § 7 AWV, da es sich bei den Embargos um höherrangiges Recht handelt. Aufgrund der am 29. Dezember 2018 in Kraft getretenen Ergänzung des § 7 AWV ist dies jetzt auch in der Verordnung selber geregelt.
Zulässig ist auch eine positive Auflistung von Lieferländern, der Hinweis, die Gesetze des Empfangslandes würden beachtet (ohne konkreten Hinweis auf die Boykottgesetzgebung), der Hinweis, keine im Empfangsland verbotenen Warenzeichen oder Symbole zu verwenden (ohne Hinweis auf ein konkretes Symbol des boykottierten Landes, hier vor allem der Davidstern), und die Erklärung, kein Schiff unter Flagge eines bestimmten Landes zu verwenden und keine Häfen des boykottierten Landes anzulaufen, wenn dies dem Schutz des Schiffes oder der Ware vor Beschlagnahme oder Verlust des Versicherungsschutzes dient.